# Sofiane Chellat
Pas d'image ? Cliquez ici

a Compétitions nationales et continentales officielles uniquement.

b Matchs officiels uniquement.
Dernière mise à jour le 10 juillet 2022.
Sofiane Chellat, né le 12 janvier 1990 à Soissons, est un joueur international algérien de rugby à XV qui évolue au poste de pilier droit ou pilier gauche au sein de l'effectif de l'AC Soissons.

## Carrière
Sofiane Chellat débute au poste de pilier dans le club de l'AC Soissons, puis il rejoint le centre de formation du Racing Metro 92. Lors de la saison 2013-2014, il part au Stade Rodez en fédéral 1. Il s'engage en 2014 au Stade français, où il fait ses débuts professionnels en Top 14 et en coupe d'Europe. Après une saison passée dans le club francilien, il part à l'US Montaubanqui évolue en Pro D2 pour la saison 2015-2016. Il fait sa première apparition en Pro D2 dans le club montalbanais contre Biarritz Olympique le 28 aout 2015.

### En club
- 2013-2014 : Stade Rodez (Fédérale 1)
- 2014-2015 : Stade français (Top 14)
- 2015-2016 : US Montauban (Pro D2)
- 2016-2019: RC Massy (Pro D2)

### Carrière internationale
Il a honoré sa première cape internationale en équipe d'Algérie le 6 juin 2015 contre l'équipe du Kazakhstan lors du Crescent Cup Rugby Championship en Malaisie,.

## Statistiques en équipe nationale
- International algérien : 9 sélections depuis 2015.
- Sélections par année : 3 en 2015, 3 en 2018, 2 en 2021, 1 en 2022.

## Palmarès

### En club
- Championnat de France espoirs : 2013 avec le CA Brive

- Championnat de France de Top 14 : 2015 avec le Stade français.

### En sélection
- Algérie
  - Vainqueur de la Rugby Africa Silver Cup en 2018.